# فیلم هاردی باکس
فیلم هاردی باکس (انگلیسی: The Hardy Bucks Movie) یک فیلم کمدی ایرلندی است که در سال ۲۰۱۳ منتشر شد. این فیلم بر پایه یک کمدی موقعیت تلویزیونی ساخته شده و شخصیت‌های همان سریال تلویزیونی را دنبال می‌کند، تعدادی آدم از زیر کار درروی ایرلندی که برای دنبال کردن تیم ملی فوتبال جمهوری ایرلند درجام ملت‌های اروپا ۲۰۱۲ به لهستان سفر می‌کنند. از بازیگران این فیلم می‌توان به دانیل اولبریخسکی اشاره کرد.